# Camp a través
La cursa camp a través o cros és una modalitat d'atletisme també coneguda per la forma anglesa cross-country o per les més reduïda de cross. Consisteix principalment a recórrer distàncies camp a través en circuits naturals no urbans. Va estar dins del programa olímpic d'atletisme durant tres jocs olímpics, a Estocolm 1912, Anvers 1920 i París 1924, en dues modalitats: individual i per equips. Actualment, la màxima competició és el Campionat Mundial de Camp a Través que es disputa anualment amb seu itinerant designada per la IAAF.

## Història

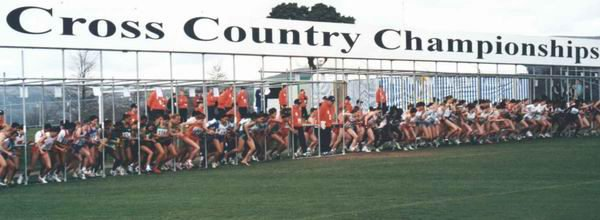
Calaixos de sortida per països en un campionat del món (Belfast 99)

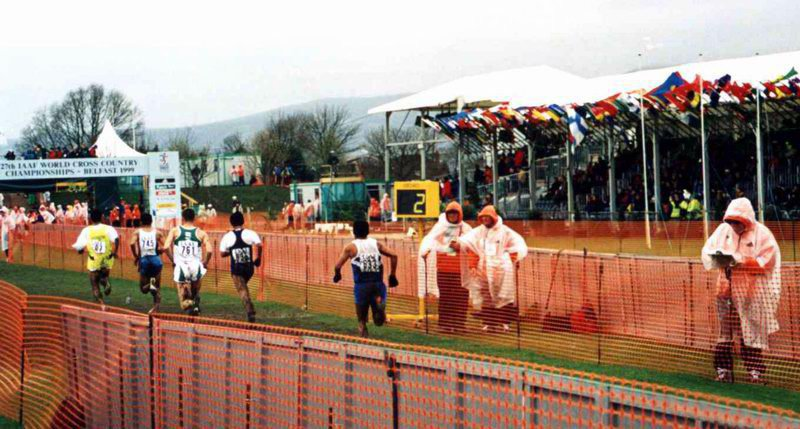
Comptavoltes i recta de meta en el Campionat del Món Belfast 99

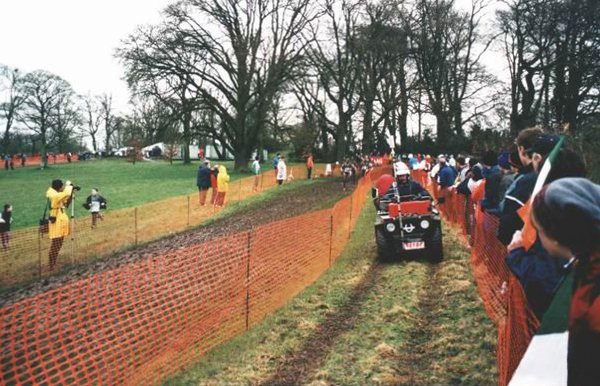
Detall de recorregut amb camí per a jutges i premsa (TV)

Neix com a esport organitzat a Anglaterra al segle xix. Es competeix tant a nivell individual com en equips.
La competició on es pot apreciar tot l'esplendor i dificultat és des de 1903 fins a 1972 el Cross de les Nacions, i des de 1973 fins a l'actualitat el Campionat Mundial de Camp a Través, un dels més prestigiosos que pot guanyar un fondista donada la dificultat que comporta guanyar-lo. Si ens atenim a la quantitat i qualitat d'atletes que hi participen. En un campionat del món de camp a través poden disputar amb possibilitats de victòries des d'atletes de 800 m llisos fins a fondistes i maratonians.
El mes de novembre es disputa el Cros de Calldetenes, el més antic que es disputa a Catalunya, i que inaugura la temporada.

## Circuit
El circuit estarà en una zona oberta o boscosa, coberta, si és possible, d'herba, amb obstacles naturals que ajudin a dissenyar un trajecte interessant. La zona haurà d'albergar també les instal·lacions necessàries. El recorregut generalment constarà un circuit d'entre 1.750 i 2.000 m de longitud, però al qual es pot afegir una volta petita, que es correrà al principi, per adequar-lo a les distàncies recomanades. S'han de fer servir obstacles naturals, evitant els que excedeixin per la seva dificultat l'objectiu de la competició o també afegir obstacles artificials, procurant que simulin ser naturals. En curses amb gran nombre de participants, es procurarà que en els 1.500 m primers no hi hagi estrenyiments o impediments que puguin destorbar els atletes. S'evitarà l'encreuament de carreteres, i quan no sigui possible, es recobriran aquests trams amb herba, terra o estores apropiades. A banda de la recta de sortida i arribada, no hi ha d'haver altres rectes llargues.
El recorregut estarà marcat amb cinta a banda i banda, i les zones crucials, com sortida i meta, estaran degudament tancades i protegides. Al públic, només se li permetrà creuar el circuit per punts especialment dissenyats i en la primera part de la prova. En competicions d'alt nivell, es disposarà un passadís tancat d'un metre d'ample que segueixi el recorregut, per a ús de jutges i mitjans d'informació. L'amplada del recorregut serà de 5 m, excepte en les zones de sortida i meta, que haurà de ser prou ampla en funció dels participants. Si un atleta abandona el recorregut, reduint la distància a recórrer, serà desqualificat.

## Cursa
La sortida es dona amb el tret d'una pistola i les veus habituals. En curses internacionals es donaran tres avisos, cinc minuts, tres i un, abans de donar la sortida. Hi ha llocs de sortida, i els membres d'un mateix equip es col·loquen l'un rere l'altre. En curses d'alt nivell, se solen disposar calaixos de sortida i els llocs se sortegen. Hi ha aigua i avituallaments a la sortida i arribada, i es pot disposar un lloc d'esponges i beguda cada volta que el clima ho aconselli.